# الحزب الشيوعي الأوزبكستاني
الحزب الشيوعي الأوزبكي ( Russian: Коммунистическая партия Узбекистана , Uzbek: Ўзбекистон Коммунистик Партияси ) كان الحزب الشيوعي الحاكم في جمهورية أوزبكستان السوفيتية الاشتراكية والذي عمل كفرع جمهوري للحزب الشيوعي للاتحاد السوفيتي (CPSU).  في 14 سبتمبر 1991، أعلن الحزب انسحابه من الحزب الشيوعي السوفييتي.